# Hetefejércse, Szabolcs-Szatmár-Bereg
Hetefejércse  este un sat în districtul Vásárosnamény, județul Szabolcs-Szatmár-Bereg, Ungaria, având o populație de 301 locuitori (2011). 

## Demografie
Componența etnică a satului Hetefejércse
     Maghiari (100%)
Componența confesională a satului Hetefejércse
     Reformați (90,37%)
     Romano-catolici (2,99%)
     Necunoscută (6,64%)
Conform recensământului din 2011, satul Hetefejércse avea 301 locuitori. Din punct de vedere etnic, majoritatea locuitorilor (100,0%) erau maghiari.  Din punct de vedere confesional, majoritatea locuitorilor (90,37%) erau reformați, cu o minoritate de romano-catolici (2,99%). Pentru 6,64% din locuitori nu este cunoscută apartenența confesională.